# Peugeot Typ 88
Der Peugeot Typ 88 ist ein frühes Automodell des französischen Automobilherstellers Peugeot, von dem von 1907 bis 1908 im Werk Audincourt 525 Exemplare produziert wurden.
Die Fahrzeuge besaßen einen Zweizylinder-Viertaktmotor, der vorne angeordnet war und über Kette die Hinterräder antrieb. Der Motor leistete aus 1817 cm³ Hubraum 10 PS.
Es gab die Modelle 88 A, 88 B und 88 C. Bei einem Radstand von 265 cm betrug die Spurbreite 135 cm. Die Karosserieformen Doppelphaeton und Torpedo boten Platz für vier Personen, der Lieferwagen für zwei Personen.